# Hrabstwo Oswego
Oswego – hrabstwo (ang. county) w stanie  Nowy Jork w USA. Populacja wynosi 122 377 mieszkańców (stan według spisu z 2000 r.).
Powierzchnia hrabstwa wynosi 3399 km². Gęstość zaludnienia wynosi 50 osób/km².

## Miasta
- Albion
- Amboy
- Boylston
- Constantia
- Fulton
- Granby
- Hannibal
- Hastings
- Mexico
- Minetto
- New Haven
- Orwell
- Oswego
- Palermo
- Parish
- Redfield
- Richland
- Sandy Creek
- Schroeppel
- Scriba
- Volney
- West Monroe
- Williamstown

## Wioski
- Central Square
- Cleveland
- Hannibal
- Lacona
- Mexico
- Parish
- Phoenix
- Pulaski
- Sandy Creek

## CDP
- Altmar
- Brewerton
- Constantia
- Minetto
- Sand Ridge